# Салімбай Прманов
Салімба́й Прма́нов (каз. Сәлімбай Прманов) — село у складі району Турара Рискулова Жамбильської області Казахстану. Входить до складу Орнецького сільського округу.
У радянські часи село називалось Бірлес.
Населення — 806 осіб (2021; 792 у 2009, 696 у 1999, 657 у 1989).